# 排料乡
排料乡，是中华人民共和国湖南省湘西土家族苗族自治州花垣县下辖的一个乡镇级行政单位。

## 行政区划
排料乡下辖以下地区：
芷耳村、补毫村、排料村、龙孔村、壤烈村、桃花村和金龙村。